# 歐文 (愛荷華州)
歐文（英語：Irwin）是一個位於美國愛荷華州謝爾比縣的城市。

## 地理
歐文的座標為41°47′26″N 95°12′26″W / 41.79056°N 95.20722°W，而該地的平均海拔高度為393米（即1289英尺）。

## 人口
根據2010年美國人口普查的數據，歐文的面積為1.55平方千米，當中陸地面積為1.55平方千米，而水域面積為0.00平方千米。當地共有人口341人，而人口密度為每平方千米220人。